# Parafia św. Stanisława Kostki w Wasilkowie
Parafia pw. Świętego Stanisława Kostki w Wasilkowie – parafia rzymskokatolicka należąca do dekanatu Wasilków, archidiecezji białostockiej, metropolii białostockiej. Prowadzą ją ojcowie jezuici. Patronem parafii jest św. Stanisław Kostka. Parafia została erygowana 18 września 2019 roku.

## Miejsca święte

### Kościół parafialny
Parafia ma kaplicę tymczasową pełniącą rolę kościoła parafialnego.